# 劉泰 (正統進士)
劉泰（1420年—？），字皆亨，江西吉安府安福縣人，軍籍。明朝政治人物。進士出身。

## 生平
順天府鄉試第五十六名。正統十三年（1448年）戊辰科會試第一百五名，殿試登進士第三甲第三十八名。正統十四年（1449年），擢行人司行人。

## 家族
曾祖父劉憲。祖父劉巖。父亲劉洪，曾任臨清縣學訓導。